# Svastra
Svastra is een geslacht van vliesvleugelige insecten uit de familie bijen en hommels (Apidae)

## Soorten
- S. aegis (LaBerge, 1956)
- S. albocollaris (Cockerell, 1918)
- S. atripes (Cresson, 1872)
- S. comanche (Cresson, 1872)
- S. compta (Cresson, 1878)
- S. cressonii (Dalla Torre, 1896)
- S. detecta Holmberg, 1884
- S. duplocincta (Cockerell, 1905)
- S. flavitarsis (Spinola, 1851)
- S. friesei LaBerge, 1958
- S. grandissima (Cockerell, 1905)
- S. helianthelli (Cockerell, 1905)
- S. maculata Urban, 1998
- S. machaerantherae (Cockerell, 1904)
- S. minima (LaBerge, 1956)
- S. nevadensis (Cresson, 1874)
- S. nitida (LaBerge, 1956)

- S. obliqua (Say, 1837)
- S. pallidior LaBerge, 1963
- S. petulca (Cresson, 1878)
- S. sabinensis (Cockerell, 1924)
- S. sila (LaBerge, 1956)
- S. texana (Cresson, 1872)